# Пирофобия
Пирофо́бия (др.-греч. πῦρ — огонь, жар; и φόβος — страх) — специфическая фобия, заключающаяся в постоянном, иррациональном, навязчивом, паническом страхе перед огнём, пожарами; навязчивая боязнь заживо сгореть, получить ожоги, либо лишиться имущества в результате пожара. Широко распространена у людей, переживших войны, стихийные бедствия, техногенные катастрофы, у получавших ожоги, у свидетелей пожаров, однако такая фобия может возникнуть и под впечатлениями после просмотра фильма, либо от сообщений о пожарах в СМИ. Иногда пирофобия развивается из детских страхов.

## Описание
Не все опасения по поводу пожаров являются фобиями. Естественный страх перед огнём и пожарами, равно как и педантичное соблюдение правил пожарной безопасности не являются проявлениями фобии. В фобию данный страх превращается только тогда, когда он становится навязчивым и проявляется в повышенной тревоге, в хронической бессоннице, в недоверии к самому себе (например, при пирофобии человек может несколько раз возвращаться домой, чтобы проверить, выключены ли газ, электроприборы и т. п.). Страдающий данной фобией постоянно боится пожаров, рисует в своём воображении картины гибели на пожарах, мучительной смерти от ожогов, занимается обсессивным поиском информации в СМИ о пожарах и их жертвах, боится смотреть на сгоревшие здания, следы пожаров, ожоги, обгоревшие трупы, либо, наоборот, рассматривает их с повышенным интересом. Часто такие люди боятся также проезжающих мимо пожарных автомобилей, особенно если те при этом включают сирену.
Боязнь гибели на пожаре влечёт за собой возникновение и развитие других фобий — аэрофобии (поскольку подавляющее большинство авиакатастроф сопровождаются сильными пожарами), амаксофобии (ввиду того, что иногда механическая деформация транспортного средства при ДТП вызывает его возгорание), клаустрофобии (когда страдающий пирофобией постоянно боится не выбраться из горящего замкнутого помещения в случае пожара), сейсмофобии (поскольку пожары часто возникают и в результате землетрясений) и др.